# 갈갈이 패밀리와 드라큐라
《갈갈이 패밀리와 드라큐라》(Galgalri Family And Dracula)는 한국에서 제작된 정창욱 감독의 2003년 코미디 코너이다. 정종철 등이 주연으로 출연하였다.

## 출연

### 주연
- 박준형
- 정종철
- 이정수
- 김다래
- 권진영
- 이승환
- 임혁필

### 조연
- 김인석
- 김시덕
- 이재훈
- 정형돈
- 윤택
- 한태화
- 김유행
- 김태연
- 심진화
- 이흥경
- 최기섭
- 엄승백
- 정현수
- 김기운
- 김병헌
- 김진철
- 유일문
- 이강복
- 김재우
- 이승현
- 고현웅
- 지승학
- 이윤석
- 민태영
- 김동철
- 박진명
- 김상희
- 김경아
- 김기수
- 박충수

## 기타
- 제작투자: 박승대
- 조감독: 이두용
- 조감독: 김명석
- 동시녹음: 김석호
- 의상: 심경심
- 현장편집: 강명완
- 무술감독: 정봉연
- 시각효과부문: 김량진
- 시각효과부문: 홍호철
- 시각효과부문: 디바인